# 大胜关 (南京)

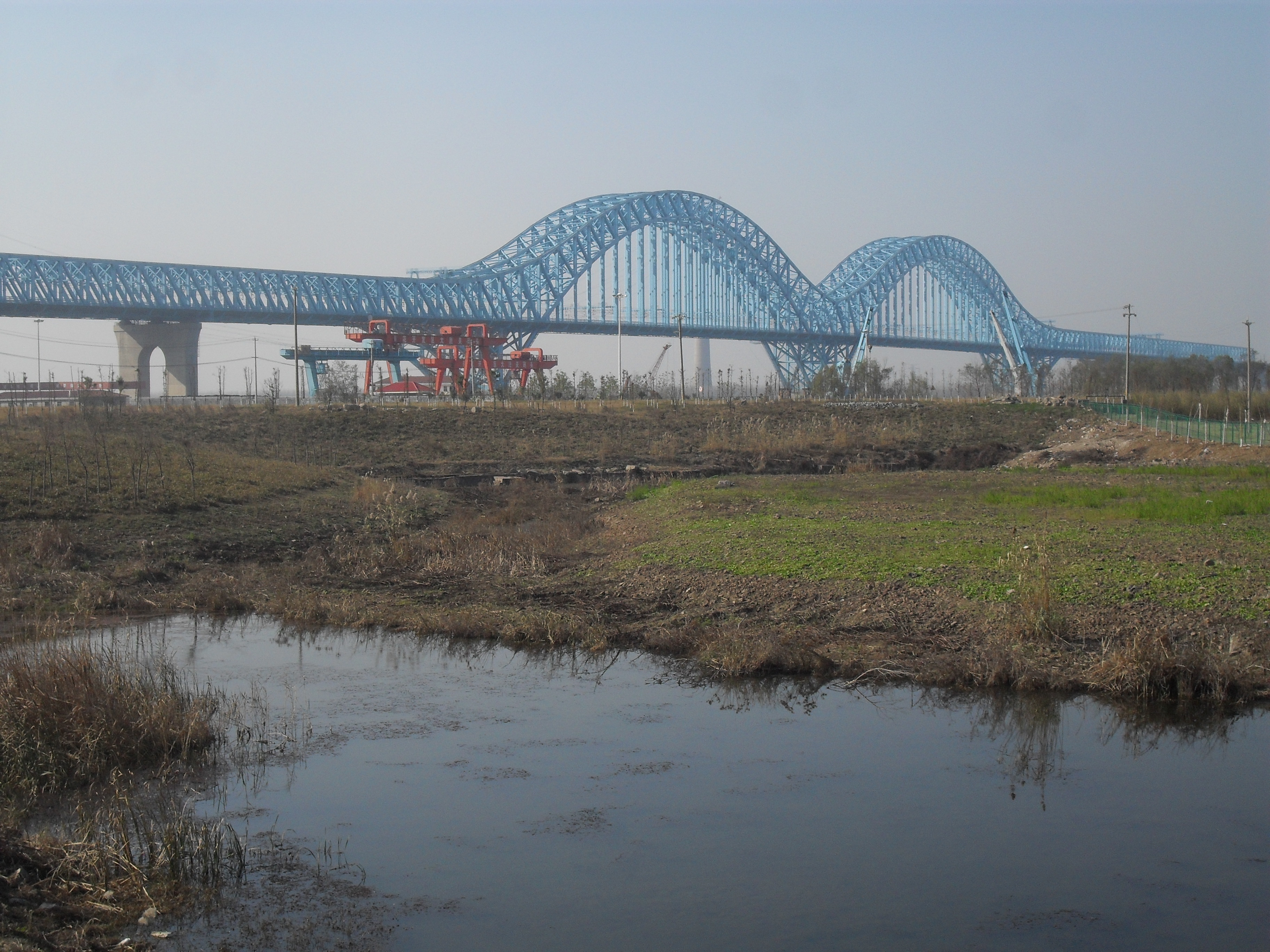
今大胜关

大胜关，是中国江苏省南京市的一个地区，位于长江东岸，被秦淮新河水道分为南北两部分，北部属建邺区双闸街道，南部属雨花台区板桥街道。自大胜关起，北至三汊河水道，江心洲与长江东岸之间的夹江水道被称为大胜关水道，为南京市居民用水主要水源地。
大胜关旧为大城港，为南京城西南诸水注入长江之处，江流险厄。北宋在此设立巡简寨，南宋绍兴二年（1132年）时在此处设置烽火台。元朝在大城港设立水驿，称“大城港镇”。1361年，朱元璋率军在此大胜陈友谅，此后改其地名为“大胜关”。明清期间，大胜关为南京城西南主要港市和军事要塞之一。
大胜关今为南京长江三桥和南京大胜关长江大桥长江东岸起点。